# Eisenbahnmuseum Thessaloniki

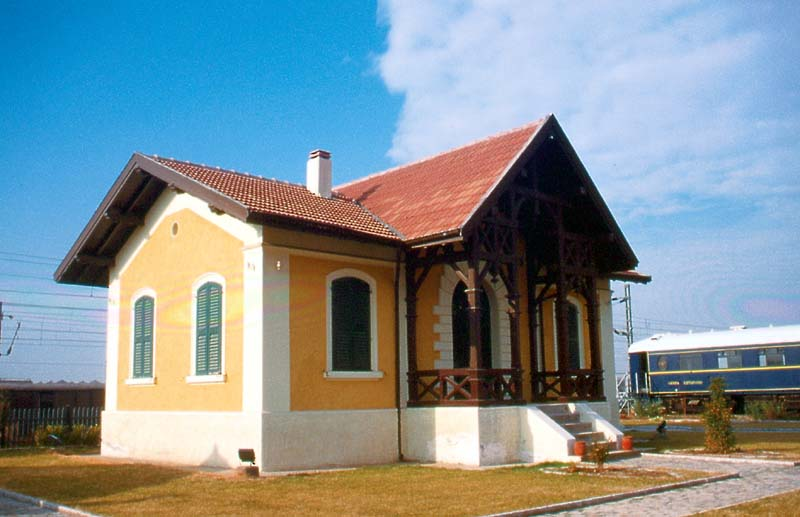
Empfangsgebäude der Militärbahn in Thessaloniki – Eisenbahnmuseum

Das Eisenbahnmuseum in Thessaloniki dokumentiert die Geschichte des Schienenverkehrs in Nordgriechenland.

## Geschichte
Das Gelände wurde bis 1977 als Militärbahnhof genutzt und wurde dann zu einem Bauhof der OSE umfunktioniert. Das von Pierro Arigoni entworfene und 1891–1894 gebaute Hauptgebäude blieb dabei ungenutzt. Nachdem das Eisenbahnmuseum in Athen nicht mehr erweiterungsfähig ist und in Thessaloniki ein Verein der Eisenbahnfreunde existierte, entschloss man sich zur Eröffnung eines zweiten Eisenbahnmuseums, das zwar öffentlich bezuschusst, aber privat betrieben wird. 2001 wurde das neue Museum eröffnet.

## Exponate
Die zwei Hauptexponate sind das kleine Hauptgebäude, das in den Originalzustand versetzt ist und einen typischen Bahnhof des späten 19. Jahrhunderts zeigt, und ein Speisewagen des Orient-Express. Eine Kuriosität ist ein Sessel aus dem Besitz von Eleftherios Venizelos.